# Tièste e los Uranhons
Tièste e Los Uranhós (en francès Tieste-Uragnoux) és un municipi francès situat al departament del Gers i a la regió d'Occitània.

## Demografia
| 1962                                       | 1968 | 1975 | 1982 | 1990 | 1999 | 2006 |
| ------------------------------------------ | ---- | ---- | ---- | ---- | ---- | ---- |
| 130                                        | 129  | 128  | 144  | 118  | 121  | 137  |
| Des de 1962: població sense dobles comptes |      |      |      |      |      |      |

## Administració
| Període   | Identitat            | Partit |
| --------- | -------------------- | ------ |
| 2001-2008 | Guillaume De Nodrest |        |
| 2008-     | Robert Bousquet      |        |